# فيتالي أوشاكوف
فيتالي أوشاكوف (بالروسية: Ушаков, Виталий Анатольевич)‏ (12 سبتمبر 1974 في روسيا - ) هو لاعب كرة قدم كازاخستان وروسي (وحمل سابقاً جنسية الاتحاد السوفيتي) في مركز الوسط. لعب مع إف كي أتيراو ونادي آكتوبه ونادي روستوف أون دون ونادي كوبان كراسنودار ونادي طراز ونادي فوستوك وFC Dynamo Vologda ‏ وFC Mayak Valky ‏ ونادي تاغانروغ ‏ وFC Ekibastuzets ‏ وFC Istochnik Rostov-on-Don ‏ وFC Nemkom Krasnodar ‏ وطوربيدو أرمافير ‏ وFC Khimik Belorechensk ‏ وFC Zhetysu ‏ ونادي كيزيلجار وسبارتاك سيماي ‏.

## وصلات خارجية
- فيتالي أوشاكوف على موقع قاعدة بيانات كرة القدم.إي يو (الإنجليزية)
- فيتالي أوشاكوف على موقع Soccerway.com (الإنجليزية)